# Крейг, Карл
Карл Крейг (англ. Carl Craig; род. 22 мая 1969, Детройт) — американский музыкант, работающий в жанре детройт-техно.
Является одним из наиболее выдающихся музыкантов, которых относят ко «второй волне» детройтского техно. Видный последователь идей, которые в своей музыке воплощали Деррик Мей (англ. Derrick May) , Хуан Аткинс (англ. Juan Atkins) и Кевин Сондерсон (англ. Kevin Saunderson) . Так же работает под многочисленными псевдонимами, наиболее известные из которых — Innerzone Orchestra, 69, Paperclip People, BFC и Psyche.

## Биография
Карл Крейг пришёл в танцевальную музыку в конце 1980-х, когда поездил в туре с Rhythim is Rhythim по Европе. Крейга вполне закономерно считают протеже Деррика Мея. Именно этот человек заметил и оценил творческий потенциал молодого дарования.
Крейга, студента детройтского колледжа Генри Форда, привлекли те самые первые пластинки, которые уже именовались термином «техно». Пребывая в сильном впечатлении от «Nude Photo» Rhythim is Rhythim и «The Groove» Suburban Knight, Крейг особо не раздумывая перевелся на факультет электронной музыки, а домой купил свои первые синтезаторы, причём денег на драм-машину ему не хватило и он записывал свои первые работы без ритма.
В 17 лет Крейг набрался смелости и записал на кассету несколько своих произведений чтобы передать Деррику Мею, который пришёл в восторг от «Neurotic Behaviour». Мей понял, что имеет дело с крайне талантливой личностью и взял его под своё крыло и предложил свою помощь в записи некоторых треков. Работая совместно в Metroplex Studios, они перезаписывают некоторые треки, а сам Мей добавил к этим работам ритмический рисунок.
Практически одновременно с этой работой Крейг, под псевдонимом Psyche выпустил на лейбле Transmat пластинку Crackdown, а под псевдонимом BFC на лейбле Fragile пластинку Galaxy — все это случилось в конце 1989 года. Обе пластинки произвели эффект разорвавшейся бомбы в тогда ещё немногочисленном стане поклонников техно-музыки. Практически сразу после этих пластинок Крейг запустил (совместно с Деймоном Букером) (англ. Damon Booker) лейбл RetroActive где выпустил несколько, довольно примечательных, пластинок — Wrap Me In Its Arms, As Time Goes By и, под псевдонимом BFC (рассшифровывается как  Betty Ford Clinic), одну из своих лучших работ «Climax» (которая в 1995 году вышла в виде третьего сингла другого его проекта Paperclip People). Все эти релизы лишь подтвердили оригинальность и уникальность музыканта. При этом творческая активность на тот период больших прибылей не приносила (например, для того, чтобы RetroActive существовал, Крейг работал в магазине, оказывавший услуги фотокопирования). Впрочем, просуществовал RetroActive не очень долго — спустя довольно короткий срок Деймон и Карл расстались, и Крейг, не очень расстраиваясь по этому поводу, запустил свой собственный лейбл, который получает название Planet E.
15 ноября 1991 года запуск лейбла ознаменовался революционно звучащей пластинкой 4 Jazz Funk Classics, которую Крейг выпустил под ещё одним своим псевдонимом — 69 . С выходом этой пластинки музыкант получил прозвище «вундеркинд техно», а сам Карл, по прошествии некоторого количества времени выпустил свой полноценный дебютный альбом Landcruising, который многие критики, музыканты и диджеи признали классикой современной танцевальной музыки. Этот альбом дал много новых идей для джангл-музыкантов (взять хотя бы для примера трек «Bug In Bassbin») и многие хаус-музыканты брали треки «Throw» и «Oscillator» за эталон хаус-музыки.
Никто и не отрицает того факта, что Карл Крейг, равно как и Basic Channel и Underground Resistance является одним из самых выдающихся музыкантов, успешно работающих в жанре экспериментального танцевального техно, постоянно привнося в жанр новые элементы и ходы.
Буквально сразу же за выходом Landcruising следует альбом проекта 69 The Sound of Music и сборник его ранних работ Elements 1989—1990, которые музыкант выпускал под псевдонимами Psyche и BFC. Оба эти альбома всецело показывают грани таланта Крейга и его авторитет среди коллег признается незыблемым. В 1996 году, под псевдонимом Paperclip People Крейг выпустил ещё один альбом The Secret Tapes of Dr. Eich, где были собраны работы, самым сильным образом повлиявшие на целое поколение хаус-музыкантов.
В 1997 году у Крейга вышел альбом More Songs About Food and Revolutionary Art, который, как это не выглядело бы удивительным, должен быть стать дебютным альбомом музыканта, но так, как сотрудничество с лейблом Warner Brothers (Крейг подписал с ними контракт в 1994 году), так и не сложилось, выпуск альбома задерживался до тех пор, пока согласно условиями контракта, Крейг смог распорядиться своим творением как ему заблагорассудится. К работе над этим альбомом были привлечены Деррик Мей, и вокалистка Наоми Даниэль (англ. Naomi Daniel) . Альбом примечателен тем, что на нём находится один из самых замечательных треков в истории детройтского техно — «At Les». Альбом был признан в самых различных музыкальных кругах, а сам Крейг стал все больше внимания уделять джазу и фанку.
Во время своего выступления на британском фестивале Tribal Gathering в 1997 году Крейг выступил с совершенно новой музыкальной программой. Он пригласил сессионных музыкантов Родни Уайтакера (англ. Rodney Whitaker) и Франческо Мора Катлетт (англ. Francesco Mora Catlett) (которые работали с джазовыми музыкантами Max Roach и Sun Ra), и с их помощью добавил элементы джаза в техно, совершив при этом маленькую революцию. Спустя два года после этого выступления вышел альбом «Programmed» от проекта Innerzone Orchestra, где помимо Крейга ещё участвовали Крейг Таборн (англ. Craig Taborn) и Франческо Мора Катлетт а в записи некоторых треков принимал участие канадский диджей и музыкант Ричи Хотин (англ. Richie Hawtin). В этом проекте Крейг показал себя человеком с широким музыкальным кругозором — техно, джаз, рэп, соул — все это было смешано в равных пропорциях и на выходе получилась крайне оригинальная работа.
После этого альбома, Крейг несколько сбавил свою студийную активность, ограничиваясь выпуском диджейских миксов и созданием ремиксов на различных исполнителей.
Лишь в 2005 году Крейг выпустил свой очередной альбом, который получил название The Album Formerly Known As... и был выдержан в эстетике детройтского техно.
В 2008 году Карл Крейг участвовал в нескольких проектах так или иначе связанных с классической музыкой. 18 октября 2008 года, совместно с пианистом Франческо Тристано и парижским оркестром Les siècles Orchestra в Cité de la Musique представил новую концертную программу, основанную на оркестровых переработках его собственных треков. А 10 октября 2008 года на лейбле Deutsche Grammophon вышла совместная работа с Морицем фон Освальдом (нем. Moritz von Oswald) в серии ReComposed, где были подвергнуты значительной аранжировки работы Мориса Равеля (фр. Joseph Maurice Ravel) «Болеро» и «Испанская рапсодия» а также «Картинок с выставки» Модеста Мусоргского.

## Дискография

### Альбомы
Как Carl Craig:
- Landcruising (1995, Blanco Y Negro)
- More Songs About Food and Revolutionary Art (1997, Planet E)
- The Album Formerly Known As... (2005, Rush Hour Recordings)

Как 69:
- The Sound of Music (1995, R & S Records)

Как BFC/ Psyche:
- Elements 1989—1990 (1996, Planet E)

Как Paperclip People:
- The Secret Tapes of Dr. Eich (1996, Planet E)

Как Innerzone Orchestra:
- Programmed (1999, Talkin' Loud)

### Диджей-миксы
- DJ-Kicks: Carl Craig (1996, Studio !K7)
- House Party 013 — A Planet E Mix (1999, Nextera)
- Onsumotahasheeat' (2001, Shadow Records)
- The Workout (2002, React)
- Fabric 25 (2005, Fabric)
- Sessions (2008, Studio !K7)